# Carlo Canobbio
Carlo Canobbio (* 1741 in Venedig; † 23. Februarjul. / 7. März 1822greg. in Sankt Petersburg) war ein italienischer Geiger und Komponist.
Canobbio war Ende des 18. Jahrhunderts ein bekannter Violinvirtuose. Er lebte von 1779 bis 1800 in Sankt Petersburg und wirkte hier als Kammermusiker, Violinist und Komponist am Theater. Nach einem Italienaufenthalt 1800 kehrte er nach Sankt Petersburg zurück, wo er 1822 starb.
Neben mehreren Balletten (u. a. Arianna e Bachus, 1789 und Piram e Tieba, 1791) komponierte er die Opern Amore artigino (1785, nach einem Libretto von Carlo Goldoni) und – gemeinsam mit Wassili Alexejewitsch Paschkewitsch – Natschalnoje upravlenie Olega (Der Regierungsantritt Olegs, 1792, nach einem Libretto von Katharina II.), außerdem zwei Orchestersinfonien und kammermusikalische Werke, darunter Sonaten für Violine und Gitarre.